# AmericanConnection
AmericanConnection è stato un marchio di American Airlines per raggruppare quattro vettori regionali. Complessivamente, AmericanConnection operava più di 180 voli al giorno verso 23 destinazioni e, come la capo-fila, faceva parte dell'alleanza Oneworld. Il marchio fu abolito nell'agosto 2014 e sostituito da quello American Eagle.

## Aderenti
Il primo aderente fu Chautauqua Airlines, un'aerolinea che risaliva all'inizio degli anni '70. Fondata a Jamestown (stato di New York) per seguire i suoi committenti si era successivamente spostata a Indianapolis (Indiana). È stata una delle società statunitensi con il maggior numero di affiliazioni. Successivamente la base operativa principale fu spostata nell'aeroporto Internazionale Lambert di St. Louis. Nell'estate 2010 spostò nuovamente il polo operativo nell'aeroporto O'Hare di Chicago per ottemperare ad un piano di ristrutturazione del partner maggiore.
Nel dicembre 2001 ad AmericanConnection si aggregarono contemporaneamente tre vettori regionali.
Uno fu Business Express, aderente fino al 2012. Le origini risalivano ai primi anni '80 ma nel novembre 1984 aveva assunto la denominazione definitiva pur mantenendo la sede nel Connecticut. Aveva sviluppato un rete di collegamenti sempre più estesa negli USA nordorientali (nodi operativi principali a Boston e New York) e Canada. Aveva notevolmente aumentato la presenza dopo l'assorbimento della conterranea Pilgrim Airlines all'inizio del 1986. Mantenne gelosamente l'indipendenza finché, nel dicembre 1998 fu acquistata da American Airlines e, due anni dopo, confluì in American Eagle Airlines, lasciando contemporaneamente "Delta Connection" cui si era affiliata nell'aprile 1986.
Un altro era Corporate Flight Management con sede e base a Smyrna, nel Tennessee. Aveva iniziato a volare nei primi anni '80, aggiungendo pochi collegamenti di linea nell'ottobre 1996. Operò all'interno del marchio AmericanConnection con il nome commerciale Corporate Airlines e, dal maggio 2004 con quello di Regions Air. L'affiliazione terminò nel marzo 2007.
Il terzo fu Trans States Airlines fino al maggio 2009. Precedentemente conosciuta come Resorts air di St. Louis aveva mutato nome nella primavera del 1989 quando era stata rilevata da Hulas Kanodia un giovane imprenditore di origini indiane. Poi, con l'acquisto di velivoli a turboelica (Jetstream 31, Jetstream 41, ATR 42, ATR 72) si era ampliata notevolmente tramite un accordo di collaborazione con Trans World Airlines. Alla fine del 1995 aveva abbandonato la grande aerolinea per proseguire a fianco di US Airways.